# ダーク・シュナイダー
ダーク・シュナイダー（Dark Schneider）は、萩原一至の漫画作品『BASTARD!! -暗黒の破壊神-』に登場する架空の人物で、同作の主人公である。

## 人物
400年以上を生きる伝説の魔導師。自称「超絶美形魔法使い」（「超絶美形主人公」とも）。作中では、D・Sと略して表記される（当記事もその表記に倣う）。ただし、ティア・ノート・ヨーコは彼と肉体を共有する少年の名前「ルーシェ」で呼んでおり、育ての娘であり恋人であるアーシェス・ネイは「ダーシュ」という愛称で呼ぶ。
性格は傲岸不遜、傍若無人な自信家。自分が常にナンバー1であり、他人に服従する事や行動の自由を奪われる事を激しく嫌う。しかし、それに見合う実力を持っているのも事実である。強大な魔力・魔法を操り、どんな強敵とも苛烈に戦う。
ピカレスクヒーローとして描かれており、敵を討ち倒す際には情け容赦なく屠る。加えて残忍で好戦的といった性格がクローズアップされている。少年誌の主人公としては特殊な殺戮や弱者をいたぶることを好む彼の出自は「悪漢」である。彼が転生した宿主のルーシェ・レンレンは純朴で温和な実年齢よりも幼い容姿の少年だが、ひとたび封印の魔法を解かれると見る間に青年の姿となり、かつて「邪悪な魔法使い」「魔人」とも呼ばれたD・Sが出現する。
ルーシェの内より解放されたD・Sは、転生する以前の容姿と共に元来の性格がそのままと言ってもいい。物語開始以前、転生前のD・Sは大陸を席巻する大戦（後述の設定に詳細）をひきおこしており、転生後も前世の記憶のまま世界征服の野望を抱き、障害となる者に対しては殺害も辞さないと断言していたが、ヨーコなどの周囲の者の説得やルーシェの人格の影響もあり、その力を人々のために使うこととなっていく。荒々しく非情な面の目立ったD・Sだが、数々の戦いを経ていくうちに仲間の死に涙し、人々を身を挺して庇うなどの愛情深い一面や敵であるものを受け入れる度量の広さをしばしば見せている。また、転生前と比べると陽気な面も顕著となっている様子（およそギャグ的に描写される）。
なによりルーシェ同様、姉弟のように育ったヨーコを愛しており、破壊と殺戮を繰り広げるD・Sを止める彼女の涙ながらの説得には逆らえず、ヨーコに口づけし自らを封印してルーシェに戻ったこともある。
しかし相当な女好きであり、転生前は愛人を数多く囲っていた様子。転生後もこの世の女はすべて自分のものと広言し、ヨーコを含めた周りの女性に折ある度にセクハラをはたらいている（最後にはヨーコの鉄拳制裁を受けることがもっぱらである）。
口頭では「家来」と呼んでいた侍衆や魔戦将軍達のことを心中では「仲間」と呼び、彼らを殺した天使達に凄まじい怒りを見せたりと、対人関係も転生前とはかなり異なる様子を見せている。また、D・S本人とは対極にある人格の人間を好ましく思うようで、冷静で理知的なカル=ス等はネイから見ると正にその該当人物に当るほか、HAQ本での作者によれば誠実で強靭な精神力を持つラーズ（作中では「勇者ヤロウ」とも呼称されていた）も「D・Sとは凄く良い友人になれる可能性のある人物」と回答されていた。ウリエルに対しては神の使徒としての建前で発言していた時より、妹の為に全てを捨てて足掻いてる姿に対しては好感を持った発言をしている。なお、自分より身長の高い人物が嫌い。

## 魔術・技
爆霊地獄（ベノン）
暗黒魔術。混沌の領域の門を開放し邪悪な物質を呼び出すダーク・シュナイダーのオリジナル呪文。
鋼雷破弾（アンセム）
光系・精霊魔術。狙った目標に必ず命中する魔法の光弾を作り出す呪文。
爆裂（ダムド）
火系・精霊魔術。炎の精霊に命じ術者が指定した空間で爆発を引き起こす呪文。
盲死荊棘獄（ブラインド・ガーディアン）
呪術。膨大な量の魔法の荊棘を作り、相手を呪縛する呪文。
琰魔焦熱地獄（エグ・ゾーダス）
暗黒魔術。地獄の炎を呼び出し、その炎を纏ったまま敵に体当たりする。
天地爆烈（メガデス）
風・地系・精霊魔術。地と風の精霊の力を融合し破壊的な力場を作り出す呪文。名
七鍵守護神（ハーロ・イーン）
古代語魔術。7つの魔界の門を古代神との契約によって開き、そこから導き出された魔力を 術者の肉体を媒介にして一方向に放射する。
爆流渦炎陣（マーシャル・ロウ）
土・火系精霊魔術。土（金）の精霊と火の精霊に働きかけ沸騰する溶解した重金属のシャワーを広範囲に浴びせかける。
皇龍破（マー・ノー・ウォー）
召喚魔術。黄金の三つ首竜を召喚し、その吐息によって敵を滅ぼす。
爆炎障壁（ガンズン＝ロウ）
火系・精霊魔術。使い手の念じた形で、念じた位置に炎の障壁を作り出す呪文。
魔弓閃光矢（レイ・ボウ）
古代語魔術。古代神ブラック・モウの力により生み出された、鋼雷破弾より数段上のマジック・ミサイル。
巨像覚醒（モータ・ルシー）
古代語魔術。巨像兵士ゴーレムを起動させるための呪文。
等活地獄（ソドム）

獄炎爆烈弾（セバルチュラ）

超原子崩壊励起（ジオダ＝スプリード）

怒龍爆炎獄（ナパーム・デス）

礫峰槍把（ドラシュ・ガン）

跳空転移（ディメンジョナル・リープ）

歪時空爆裂（ダムド・ネシオン）

霊破火炎陣（ダ・フォーラ）

暗黒磁流禍（ダー・ケイン）

死黒天使（ダーク・エインジュアー）

火竜砲（サヴァタージ）

螺導対滅地獄（カテドラル）

炎虎招来（ガーゾ・バンタン）

暴凶餓飢地獄（エッド・ツェペリオン）

怒血熱灼（ヴォイヴォット）

空雷砲撃波（ヴェン・ジェン・ド）

烈風光輪（ウイリンガー）

魔攻逆流攻（ヴァン・ヴィーナス）

武帝焔怒（ヴァウ・ワーウ）

封魔滅相呪弾（ヴァーテックス）

爆烈焼球（インテリペリ）

超絶悶絶破（アナルカウント）

真空斬刃嵐（アナイ・アレイド）

廃酸溶解（アシッド・ドリッガー）

鬼働雷撃雨（バン・デラー）

爆沸破裂漿（バイオレンジ）

死黒核爆烈地獄（ブラゴザハース）

青爪邪核呪詛（アキューズド）
呪術。コウモリの羽を触媒として術者の爪に呪いを込め相手に移し変える青い爪。命令に逆らったり、爪を外そうとすると赤く変色してゆき最終的に爪が真紅に染まったとき呪いが発動し、対象は肉体を完全に破壊されヒキガエルに姿を再構成される。

## 設定
物語当初、D・Sは魔法により少年、ルーシェ・レンレンの内に封印されていたが、メタ＝リカーナ王国に侵攻する軍勢に対抗する切り札として解放された。ルーシェ・レンレンとD・Sは、二つの人物の人格が一つの体に共存する状態となっている。
そうなった経緯は作中にて語られている。D・Sは物語開始以前（物語の開始時点で15年前）に「四天王」を傍に従え、魔操兵（ゴーレム）や魔獣の大軍勢をもって中央メタリオン大陸を席巻する大戦「魔操兵戦争（ゴーレム・ウォー）」をひきおこしたが、立ちはだかる五英雄の一人「竜王子」ラーズ・ウル・メタ=リカーナとの決戦にて命を落とした。だが、D・Sは施しておいた転生の秘術により、ルーシェ・レンレンとして誕生する赤子に自らの魂を宿らせる。五英雄の一人であるジオ・ノート・ソートは逸早くこれを知り、その赤子を見つけ出し魔法によりD・Sを封印。ルーシェを自らの養子とした。
D・Sは、当初からの設定では強力な「魔法使い」である。数々の秘術・魔術に精通しており、古代語魔術（ハイエンシェント）と呼ばれる超高度な魔法も繰り出し、核爆発に匹敵するほどの威力の禁呪とされる攻撃呪文をも奥の手として持っている。しかし、邪神アンスラサクスとの対決を描いた「罪と罰編」以降は物語がスケールアップしており、宇宙規模の戦闘力を持つ天使や悪魔の登場と相俟ってD・S自身もそれに匹敵する人知を超越した存在として描かれている。
「罪と罰編」にて、D・Sは旧世界（現代あるいは近未来）の文明によって創造された者であることが仄めかされた。またルーシェの正体が堕天使ルシフェルであったことも明かされており、その存在そのものに多くの秘密が隠されている。
1994年出版の『週刊少年ジャンプ Summer Special』掲載話（単行本には未収録）、及びそれが収録された萩原一至が発行する同人誌『BASTARD!! -未使用・改訂版-』に掲載の内容によれば、「エウロペアの十賢者」によって作り出された「D-System」（霊子力の高速無限増殖炉ともいうべき精神兵器）と呼ばれる純粋エネルギー体である霊魂をもつ人造生体である。それゆえ神が人類に施した「第二の封印」（原罪）を抱えてはいない。
竜戦士（ドラゴン・ウォーリアー）
作中の伝承にてその存在が示される機神「竜戦士（ドラゴン・ウォーリアー）」は元来、D・Sが稼動するように設計され作られた対天使、対悪魔兵器である。「魔操兵戦争」において出現した「竜戦士」は「試作型竜戦士プロト・ワン」であり、これと「融合（フュージョン）」した勇者ラーズと相討ちとなりD・Sは滅ぼされた。「十賢者」は戦乱をひきおこすなど意図しない行動をするD・Sの活動を、その時代に現れたラーズに「竜戦士」を与えることで一時的に封じ込めたのである。
「罪と罰編」では数体（全8体が存在する）の「竜戦士」が「方舟（キング・クリムゾン・グローリー：以下KCGと表記）」に格納されているシーンがあり、「背徳の掟編」では「方舟（KCG）」の墜落時に、「竜戦士ルシファー」と他の竜戦士が稼動している様子が「少女」の断片的な記憶として描かれている。
同じく「背徳の掟編」にて、D・Sと「堕天（フォール・ダウン）」した四大熾天使の一人ウリエルとの対決の際、「竜戦士ルシファー」が稼動するシーンが直接描かれた。熾天使最強の攻撃力を持つとされるミカエルの「光体（アウゴエイデス）」をも凌ぐとされる「堕天（フォール・ダウン）」したウリエルの「暗黒体（アウゴエイデス）」に対抗するため、D・Sは体内に有する7つの「ユダの痛み（ジューダス・ペイン）」（後述）の「超弦直列励起」により「竜戦士ルシファー」を「大召還」にて呼び寄せる。極限の凄まじい戦いの末、ウリエルの「暗黒体」を破壊して倒すも「竜戦士ルシファー」の「竜体」自体もまた失われている。
※BASTARD!! -暗黒の破壊神-#その他も参照。
ユダの痛み（ジューダス・ペイン）
彼の心臓には地獄の門の鍵の一部である「ユダの痛み（ジューダス・ペイン）」が宿っている。そのことが明かされた「背徳の掟編」でのD・Sは、元々の自分のジューダス・ペインを含めて、合計7つを体内に持つ。6つはかつて地獄の7大魔王達のうちの6人のものであったが、D・Sはベルゼバブ以外のジューダス・ペインを奪い、自分のものとした。そのため地獄の王たち以上の超魔力を手に入れており、上位の天使や悪魔と同等に呪文の詠唱なく法力を発動することが可能となっている。
7つのジューダス・ペインの「平行励起」により発揮する力は通常の攻撃呪文の数億倍とも言われ、その際D・Sは悪魔さながらの姿へと変化し、胸に文様として「666」の獣の数字が現れる。もとより魔神をも凌ぐ力を持つと言われていたD・Sだが、ジューダス・ペインの「平行励起」状態の彼は「魔法使い」や「魔人」よりも「魔神に近き魔なる人間（もの）」として、「魔神人（「神」の下に「人」と書く）」と表現されている。
暗黒のアダム
悪魔王サタンは、D・Sを指して「闇の救世主」「暗黒のアダム」と言う。さらに「背徳の掟編」では悪魔側の勢力に「反・救世主（アンテ・クリスト）」と呼ばれており、「神」が遣わす悪魔を滅ぼすための「救世主（メシア）」「アダム」に相対する者であることが明かされた。

## 容姿・肉体
筋肉質で大柄（192cm、96kg）であるが、引き締まった細身のスタイル。なお、自分よりも背の高い相手がキライ。頭髪は白金色、ヘヴィメタル風のロングヘアーでストレート。目じりの吊上がった切れ長の目の形をしており、瞳孔は猫のように縦に細長く収縮する。「超絶美形」と自称しており、その程度は不明だが実際顔立ちは整っている。ギャグパートの時は犬のような耳、尻尾が生える時がある。
封印から解放された時や戦闘中など、たびたび衣服が破け全裸となる描写が多い。単行本の表紙イラストも、裸体をさらした画が珍しくない。またD・Sは作中、股間の一物に相当の自信を持っている様子であり、折に触れそれを誇示する。
作中数々の戦いを繰り広げていくD・Sは、肉体的にも非常にタフであり、切断による腕の欠損などがあっても短時間で再生が可能。自身が言うとおりの不死身の存在で、（自らによる）心臓のえぐり出し、戦闘による下半身の損失など、普通ならば確実に死亡する状況下からも復活している。「背徳の掟編」では、首から下の全身を失って頭部だけとなっても死ぬことなく（身動きはできなかったが）、「ユダの痛み（ジューダス・ペイン）」の「平行励起」状態では逆に頭部を失っても瞬時に再生を行っている。

## 担当声優
- 矢尾一樹（ドラマCD、OVA版）
- 森川智之（DAXEL版パチスロ）
- 小西克幸（CRバスタード）
- 谷山紀章（Webアニメ版[24]）